# Eustictus pilipes
Eustictus pilipes är en insektsart som beskrevs av Knight 1926. Eustictus pilipes ingår i släktet Eustictus och familjen ängsskinnbaggar. Inga underarter finns listade i Catalogue of Life.